# Huperzia phlegmaria
Espèce
Huperzia phlegmaria est une espèce de plantes de l'embranchement des lycophytes et de la famille des Huperziaceae.
Un spécimen de cette espèce a été retrouvé dans l'est de l'île de La Réunion courant 2006. Sur cette île, elle n'avait pas été observée depuis 110 ans.

## Synonyme
- Lycopodium phlegmaria L.
- Phlegmariurus phlegmaria (L.) Holub